# یواس‌اس جک (اس‌اس-۲۵۹)
یواس‌اس جک (اس‌اس-۲۵۹) (به انگلیسی: USS Jack (SS-259)) یک زیردریایی بود که طول آن ۳۱۱ فوت ۹ اینچ (۹۵٫۰۲ متر) بود. این زیردریایی در سال ۱۹۴۲ ساخته شد.